# Luminile rampei
Luminile rampei (în engleză Limelight) este un film american de comedie dramatică din 1952 produs, scris și regizat de Charlie Chaplin pentru United Artists.

## Distribuție
- Charlie Chaplin - Calvero
- Claire Bloom - Thereza "Terry" Embrose
- Nigel Bruce - Postant
- Buster Keaton - Calvero's partner
- Sydney Earl Chaplin  - Ernest Neville
- Norman Lloyd - Bodalink
- André Eglevsky - Male Ballet Dancer
- Marjorie Bennett - Mrs. Alsop
- Wheeler Dryden - Thereza's doctor and Old Ballet Dancer
- Melissa Hayden - Terry's dance double
- Barry Bernard - John Redfern
- Stapleton Kent - Claudius (scene cut for worldwide release)
- Mollie Glessing - Maid
- Leonard Mudie - Calvero's Doctor
- Geraldine Chaplin  Fetiță în prima scenă a filmului[4] (nemenționată)
- Josephine Chaplin  Copil în prima scenă a filmului[4] (nemenționat)
- Michael Chaplin - Copil în prima scenă a filmului[4] (nemenționat)
- Charles Chaplin, Jr. - Clown (nemenționat)
- Oona O'Neill - Extra (dublura Therezei într-un episod, nemenționată)
- Eric Wilton - Major Domo at Dinner (nemenționat)